# Patinatge artístic als Jocs Olímpics d'hivern de 1936 - Individual femení
En els Jocs Olímpics d'Hivern de 1936 celebrats a la ciutat de Garmisch-Partenkirchen (Alemanya) es realitzà una competició de patinatge artístic sobre gel en categoria femenina, que unida a la competició masculina i per parelles conformà la totalitat del programa oficial del patinatge artístic als Jocs Olímpics d'hivern de 1936.
La competició se celebrà a l'Estadi Olímpic de Garmisch-Partenkirchen entre els dies 11 i 15 de febrer de 1936.

## Comitès participants
Hi participaren un total de 26 patinadores de 13 comitès nacionals diferents.
| - Alemanya (2) - Àustria (4) - Bèlgica (2) - Canadà (1) - Estats Units (4) - Hongria (1) - Japó (1) |  | - Letònia (1) - Noruega (2) - Regne Unit (4) - Suècia (1) - Suïssa (1) - Txecoslovàquia (2) |

## Resum de medalles
| Or          | Argent           | Bronze           |
| Sonja Henie | Cecilia Colledge | Vivi-Anne Hultén |

## Resultats
La noruega Sonja Henie aconseguí retenir els seus títols de 1928 i 1932, convertint-se en la patinadora més guardonada en categoria individual de la història.
| Posició | Patinadora              | Punts | Marcador |
| ------- | ----------------------- | ----- | -------- |
| 1       | Sonja Henie             | 7.5   | 424.5    |
| 2       | Cecilia Colledge        | 13.5  | 418.1    |
| 3       | Vivi-Anne Hultén        | 28    | 394.7    |
| 4       | Liselotte Landbeck      | 32    | 393.3    |
| 5       | Maribel Vinson          | 39    | 388.7    |
| 6       | Hedy Stenuf             | 40    | 387.6    |
| 7       | Emmy Putzinger          | 49    | 381.8    |
| 8       | Viktoria Lindpaintner   | 51    | 381.4    |
| 9       | Grete Lainer            | 65    | 373.4    |
| 10      | Etsuko Inada            | 77    | 368.1    |
| 11      | Mollie Phillips         | 78    | 366.2    |
| 12      | Audrey Peppe            | 85    | 363.3    |
| 13      | Angela Anderes          | 101   | 355.4    |
| 14      | Bianca Schenk           | 102   | 356.4    |
| 15      | Éva von Botond          | 106   | 356.1    |
| 16      | Belita Jepson-Turner    | 107   | 352.6    |
| 17      | Věra Hrubá              | 111   | 353.3    |
| 18      | Yvonne De Ligne         | 118   | 348.2    |
| 19      | Hertha Frey-Dexler      | 129   | 345.4    |
| 20      | Fritzi Metznerová       | 141   | 339.2    |
| 21      | Louise Weigel           | 140   | 336.4    |
| 22      | Estelle Weigel          | 151   | 324.5    |
| 23      | Alise Dzeguze           | 161   | 280.9    |
| —       | Gweneth Butler          | -     | NF       |
| —       | Constance Wilson-Samuel | -     | NF       |
| —       | Nanna Egedius           | -     | NF       |